# پورتلند پریش
پورتلند پریش (به لاتین: Portland Parish) یک منطقهٔ مسکونی در جامائیکا است که در شهرستان سوری، جامائیکا واقع شده‌است. پورتلند پریش ۸۱۴ کیلومتر مربع مساحت و ۸۲٬۱۸۳ نفر جمعیت دارد.